# Джума, Далер
Далер Джума (Джумаев Далер Шофакирович, тадж. Ҷумъаев Далер Шофақирович; 28 марта 1973, Таджикская ССР) — министр энергетики и водных ресурсов Республики Таджикистан.

## Биография
Далер Джума родился 28 марта 1973 года. В 1998 году окончил Таджикский технический университет имени академика М. С. Осими, окончил Хорогский государственный университет в 1999 году по специальности экономика и бухгалтерский учет. В 2006 году окончил Университет Северной Каролины по специальности деловое администрирование в Чапел Хилл, США.
В 2005—2010, 2010—2015, а также с 2020 года — депутат Собрания народных депутатов ГБАО третьего, четвертого и шестого созывов. Награжден медалью «За доблестную службу» («Хизмати шоиста»). Женат, имеет четверых детей

## Карьера
- 1995—1997 гг. — инженер НИИ Таджикгидроэнергопроект.
- 1997—2002 гг. — руководитель Международной федерации обществ Красного Креста и Красного Полумесяца в Таджикистане и Центральной Азии.
- 2002—2003 гг. — главный специалист отдела мобилизации Главного управления Международной федерации обществ Красного Креста и Красного Полумесяца в Женеве, Швейцария.
- 2003—2004 — Советник Всемирного банка, Душанбе
- 2004—2005 гг. — менеджер по маркетингу развития бизнеса USAID-PRAGMA.
- 05.2006 — 08.2006 — Специалист Организации Объединенных Наций по продажам и снабжению, Нью-Йорк, США
- 2006—2007 гг. — руководитель Центра гуманитарной помощи в Таджикистане.
- 2007—2020 гг. — генеральный директор ОАО «Памир-Энерго», с 2019 г. по ноябрь 2020 г. региональный менеджер по энергетическим проектам Фонда Ага Хана по экономическому развитию в Азии, 2012—2014 гг. член Консультативного совета по улучшению инвестиционного климата при Президенте Республики Таджикистан

С 3 ноября 2020 года Министр энергетики и водных ресурсов Республики Таджикистан.